# UFC Fight Night: Gustafsson vs. Manuwa
UFC Fight Night: Gustafsson vs. Manuwa (ou UFC Fight Night 37) foi um evento de artes marciais mistas promovido pelo Ultimate Fighting Championship, ocorrido em 8 de março de 2014 no The O2 Arena em Londres, Inglaterra.

## Background
O evento principal seria a luta entre os Meio Pesados Alexander Gustafsson e Antônio Rogério Nogueira. Porém, devido a uma lesão nas costas prolongada, Nogueira não aceitou a luta. Seu substituto foi o prospecto invicto Jimi Manuwa.
Ross Pearson era esperado para enfrentar Melvin Guillard no evento, porém teve que se retirar do evento devido a uma lesão no joelho e foi substituído por Michael Johnson.
Ian McCall era esperado para enfrentar Brad Pickett no evento, porém, uma lesão tirou McCall do evento. Seu substituto foi Neil Seery.
A luta entre Davey Grant e Roland Delorme era esperada para ocorrer nesse evento, porém, a luta foi cancelada um dia antes após Grant sofrer um rompimento no menisco.

## Bônus da Noite
- Luta da Noite:  Alexander Gustafsson vs.  Jimi Manuwa
- Performance da Noite:  Alexander Gustafsson e  Gunnar Nelson